# Vallentuna Hockey
Vallentuna Hockeyförening (tidigare IF Vallentuna BK) är en ishockeyklubb från Vallentuna i Sverige bildad 1947. Föreningen har spelat i Allsvenskan tre säsonger:   2000/01 2002/03 och 2003/04. Efter att man åkte ur Allsvenskan har man kontinuerligt spelat i Division 1 med undantag för två säsonger 2007-2009. 
Vallentuna Hockey är moderklubb till framgångsrika spelare som: Tobias Ericsson, David Engblom, Marcus Westfält och August Berg.

## Säsonger
| Säsong                              | Division           | Placering        | Vårserie                  | Kval/Playoff                   |
| IF Vallentuna BK                    | IF Vallentuna BK   | IF Vallentuna BK | IF Vallentuna BK          | IF Vallentuna BK               |
| ----------------------------------- | ------------------ | ---------------- | ------------------------- | ------------------------------ |
| 1999/2000                           | Division 1 Östra A | 4                | 1:a i Allettan Östra      | 2:a i kvalserien, uppflyttade  |
| 2000/2001                           | Allsvenskan Norra  | 11               | 7:a i vårserien           | 4:a i kvalserien, nerflyttade  |
| 2001/2002                           | Division 1 Östra A | 4                | 1:a i Allettan Östra      | 1:a i kvalserien, uppflyttade  |
| 2002/2003                           | Allsvenskan Norra  | 11               | 6:a i vårserien           |                                |
| 2003/2004                           | Allsvenskan Norra  | 12               | 7:a i vårserien           | Avstod kvalserien, nerflyttade |
| 2004/2005                           | Division 1 Östra   | 11               |                           |                                |
| 2005/2006                           | Division 1D        | 4                |                           |                                |
| 2006/2007                           | Division 1D        | 8                | 6:a i vårserien           | 3:a i kvalserien, nerflyttade  |
| 2007–2009 spelade man i Division 2. |                    |                  |                           |                                |
| 2009/2010                           | Division 1D        | 7                | 3:a i vårserien           |                                |
| 2010/2011                           | Division 1D        | 10               | 3:a i fortsättningsserien |                                |
| 2011/2012                           | Division 1D        | 10               | 4:a i fortsättningsserien |                                |
| 2012/2013                           | Division 1D        | 7                | 4:a i fortsättningsserien |                                |
| 2013/2014                           | Division 1D        | 4                | 7:a i Allettan Mellan     |                                |
| 2014/2015                           | Hockeyettan Östra  | 11               | 8:a i vårserien           | 1:a i kvalserie B              |
| 2015/2016                           | Hockeyettan Östra  | 7                | 5:a i vårserien           |                                |
| 2016/2017                           | Hockeyettan Östra  | 9                | 2:a i vårserien           |                                |
| 2017/2018                           | Hockeyettan Östra  | 9                | 4:a i vårserien           |                                |
| 2018/2019                           | Hockeyettan Östra  | 6                | 4:a i Vårettan Östra      |                                |
| 2019/2020                           | Hockeyettan Östra  | 5                | 10:a i Allettan Norra     |                                |
| Vallentuna Hockey                   |                    |                  |                           |                                |
| 2020/2021                           | Hockeyettan Östra  | 7                | 1:a i Vårettan            | Play in: Utslagna av Piteå     |
| 2021/2022                           | Hockeyettan Östra  | 8                | 4:a i Vårettan Norra      |                                |
| 2022/2023                           | Hockeyettan Södra  | 8                | 3:a i Vårettan            | Utslagna av Kalix HC i Play In |